# AH16
Asian Highway 16 (AH16) hay còn gọi là Đường Xuyên Á 16 chạy 1.031 kilômét (641 mi) từ Tak, Thái Lan đến Đông Hà, Việt Nam giao với AH1 và AH2 đến AH1 Sau khi AH1 lui từ Nam xuống Bắc sau khi vượt qua Campuchia. Các tuyến đường như sau:

## Thái Lan
- Quốc lộ 12: Tak () - Phitsanulok ()- Khon Kaen () - Somdet - Mukdahan
- Quốc lộ 212: Mukdahan - Bang Sai Yai
- Quốc lộ 239: Cầu Hữu nghị Thái-Lào II

## Lào
- Quốc lộ 9W : Savannakhet - Xeno
- Route 13: Xeno (đồng thời với  trong 3 km)
- Quốc lộ 9E: Xeno - Xépôn - Dansavan

## Trên lãnh thổ Việt Nam
- QL9: Lao Bảo - Đông Hà ()

Trong tương lai, cao tốc  sẽ trở thành tuyến chính AH16 sau khi hoàn thành, còn quốc lộ 9 sẽ chỉ được coi là tuyến nhánh phụ của đường này.